# Tonsillectomie

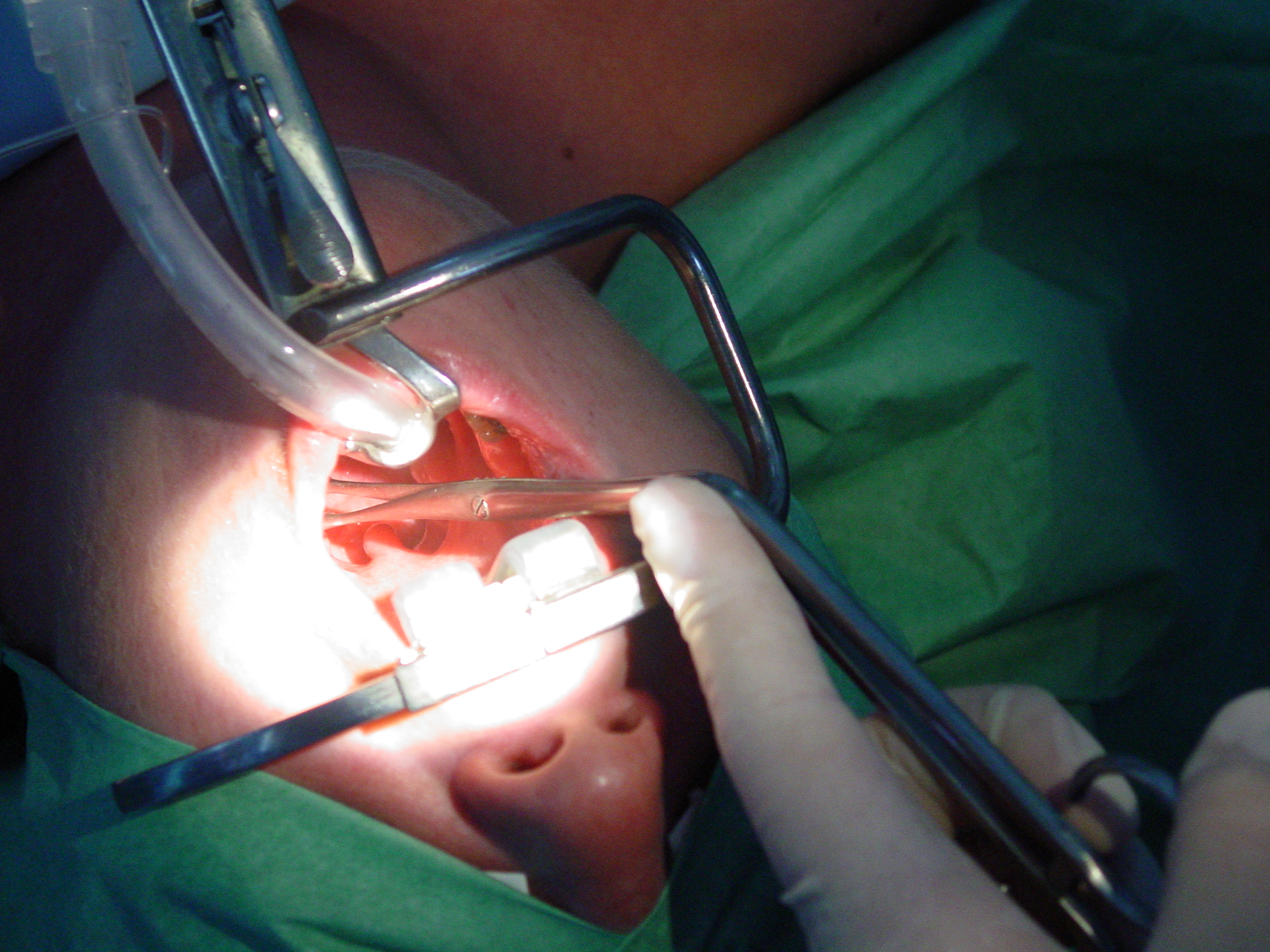
Een tonsillectomie wordt uitgevoerd.

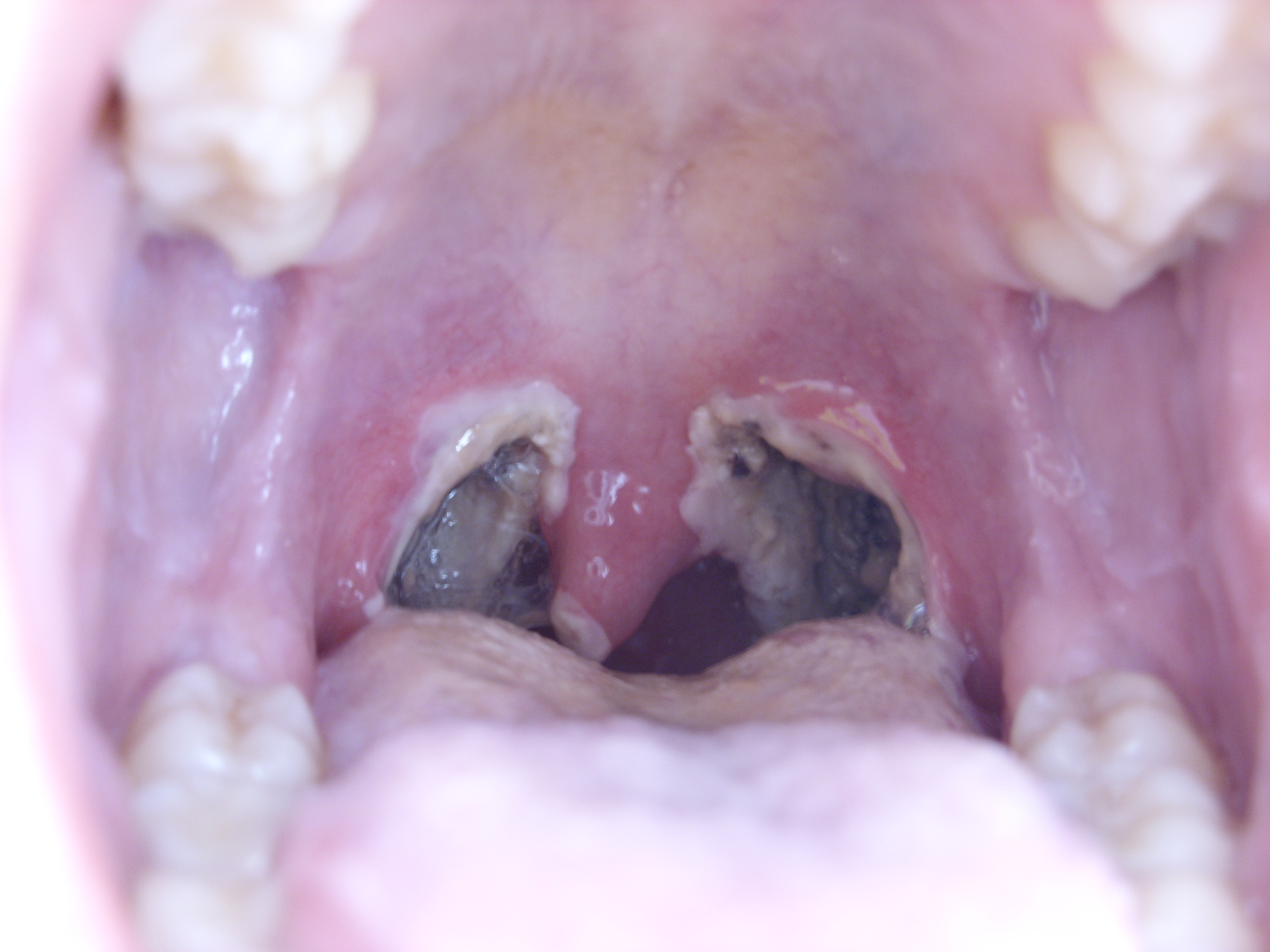
Keel, 1 dag na tonsillectomie

Een tonsillectomie (in België soms ook amygdalectomie genoemd) is een operatie uitgevoerd door een kno-arts of nko-arts, waarbij beide keelamandelen geheel worden verwijderd. In het dagelijks taalgebruik staat de ingreep beter bekend als amandelen knippen. Een tonsillectomie wordt voornamelijk uitgevoerd in geval van terugkerende tonsillitis (amandelontsteking), bij chronische keelinfecties en een obstructief slaapapneusyndroom. Voor patiënten met vaak terugkerende keelinfecties leidt de operatie tot minder infecties in het eerst volgende jaar, maar er zijn geen sterke aanwijzingen voor voordelen op lange termijn.
Een tonsillectomie wordt verricht met behulp van metalen instrumenten of via elektrocauterisatie. De neusamandel (adenoïd) kan ook worden verwijderd, in welk geval de ingreep een adenotonsillectomie wordt genoemd. De gedeeltelijke verwijdering van de amandelen wordt een 'tonsillotomie' genoemd, en kan de voorkeur hebben in gevallen van apneutische klachten.

## Verloop
De ingreep wordt anno 2019 altijd onder kortdurende algehele anesthesie uitgevoerd en de patiënt mag meestal dezelfde dag nog naar huis. De amandelen worden via de mond (die tijdens de ingreep open wordt gehouden met een klem) met een tang losgemaakt van de onderlaag waarna de openliggende bloedvaten worden dichtgebrand, wat het branderige gevoel in de keel na de operatie veroorzaakt. Bij een tonsillectomie wordt meestal - indien nog aanwezig - ook het adenoïd (de neusamandel) verwijderd (adenotomie). Deze gecombineerde ingreep wordt ”adenotonsillectomie” genoemd en wordt met name bij kinderen uitgevoerd.

## Redenen
Tonsillectomie wordt onder meer overwogen in geval van chronische tonsillitis, slaapapneu, een peritonsillair abces, en eetproblemen ten gevolge van vergrote amandelen en klachten van tonsilstenen. In het geval dat de keelamandelen zo groot zijn dat ze problemen met de ademhaling veroorzaken, is verwijdering zinvol en soms zelfs dringend noodzakelijk. Meestal volstaat dan een gedeeltelijke verwijdering.